# Chiesa di San Ruggero
La chiesa di San Ruggero fa parte del complesso conventuale omonimo, situato in via Cialdini a Barletta. Lungo questa strada sono ubicati altri complessi conventuali come la chiesa di San Gaetano, Santa Maria della Vittoria e il Monte di Pietà. 
La denominazione attuale del complesso conventuale non corrisponde a quella originaria. Il convento infatti, appartenente fin dagli albori ai benedettini, era dedicato a santo Stefano. Nel 1861, con la soppressione degli ordini monastici, venne modificata la sua denominazione in quella attuale, in onore di san Ruggero, vescovo di Canne e patrono della città di Barletta. Attualmente il monastero ospita le monache benedettine celestine.
In questa chiesa il 30 dicembre di ogni anno si venera il santo con la tipica processione durante la quale il busto argenteo del patrono cittadino viene portata a spalla dai devoti.

## Storia
Le origini dell'edificato dove oggi si trova la chiesa e il convento di San Ruggero si perdono nelle ipotesi più remote, avanzate da storici locali che le fanno risalire intorno alla fine del X secolo, conferendo all'edificio la sede del tribunale penale e civile dei bizantini, che in quel periodo erano in città e vi rimasero fino all'arrivo dei normanni, ascritto intorno al 1071.